# Helmut Lindenmeyer
Helmut Lindenmeyer (* 17. Mai 1904 in Bukarest; † 26. Oktober 1974 in Bozen) war ein deutscher lutherischer Pfarrer.
Lindenmeyer besuchte das Gymnasium St. Anna in Augsburg, studierte Evangelische Theologie in Tübingen, Kiel, Berlin, Erlangen und Zürich und besuchte ein Predigerseminar in München. Von 1929 bis 1932 war er als exponierter Vikar und als Religionslehrer am Landeserziehungsheim Schondorf am Ammersee tätig, danach war er bis 1936 Pfarrer der deutschen evangelischen Gemeinde in Bozen. 1936 ging er zurück nach Deutschland, wo er bis 1945 als Pfarrer in Berchtesgaden tätig war, während des Krieges war er dort auch Standort- und Lazarettpfarrer. Von 1945 bis 1974 war er Dekan des Kirchenbezirks Augsburg. Er gehörte der Landessynode der Evangelisch-Lutherischen Kirche in Bayern, der Generalsynode der Vereinigten Ev.-Luth. Kirche Deutschlands und dem Diakonischen Rat in Bayern an, war zudem stellvertretender Vorsitzender des Evangelischen Siedlungswerks in Bayern, Kirchenrat und von 1966 bis 1971 Mitglied des Bayerischen Senats.
Am 14. Mai 1965 wurde er mit dem Bayerischen Verdienstorden ausgezeichnet.